# Bode Múzeum
A Bode Múzeum (németül: Bode-Museum), amit 1904-ben Kaiser-Friedrich-Museum (Frigyes Császár Múzeum) néven nyitottak meg, a berlini Múzeum-sziget épületegyütteséhez tartozik és azzal együtt 1999-ben került fel a Világörökség listájára. Létrehozását a dinasztikus hagyományoknak megfelelően III. Frigyes német császár kezdeményezte még trónörökös korában. Művészi koncepcióját mai névadója, Wilhelm von Bode, a kor nagy művészettörténésze alapozta meg.
A múzeum fő gyűjteményei a középkori európai szobrok kiállítása, a bizánci művészet gyűjteménye és az érmekollekció. Mindhárom tematikus gyűjtemény nemzetközileg is kiemelkedő jelentőségű. Emellett itt található a berlini Gemäldegalerie egy sor, a régi mesterektől származó festménye is, amelyek tematikájukban és művészetileg az itt kiállított tárgyakhoz kapcsolódnak. Összesen hatvanhat termében 1700 kisebb-nagyobb (elefántcsont, márvány, fa) szobor, több mint 150 festmény, 4000 érme látható.
A Bode Múzeum is súlyos károkat szenvedett a második világháború során. Az NDK idején történt helyreállítás sok kívánnivalót hagyott maga után. A német újraegyesítés után nyílt csak lehetőség alapos felújításra és a kiállítási koncepció teljes újragondolására az egész Múzeum-szigetre vonatkozó közös terv keretében. A Bode Múzeum 2006 októberében nyílt meg újra, nagy sikert aratva a szakértők és a nagyközönség körében egyaránt.

## Története
Frigyes Vilmost, a német birodalmi császár trónörökösét, a későbbi III. Frigyes német császárt, felmenőihez hasonlóan foglalkoztatta a gondolat, hogy egy további múzeumot építsen Berlinben a birodalmi főváros fényének növelése, valamint saját emlékének megörökítése érdekében.
A múzeumra vonatkozó elképzelés 1871-ben született meg az akkor már tíz éve trónörökös Frigyes Vilmos környezetében. Wilhelm von Bode (csak később, 1914-ben kapott nemességet) tette meg a konkrét javaslatokat egy szobor- és festménygyűjtemény létrehozására a korábbi brandenburgi választófejedelem műkincs-gyűjteményére alapozva. Ernst von Ihne udvari építész dolgozta ki az épület terveit és irányította az építkezést 1897 és 1904 között. A múzeumot 1904. október 18-án, az időközben, már 1888-ban elhunyt, mindössze 99 napot uralkodott III. Frigyes születésnapján nyitották meg.

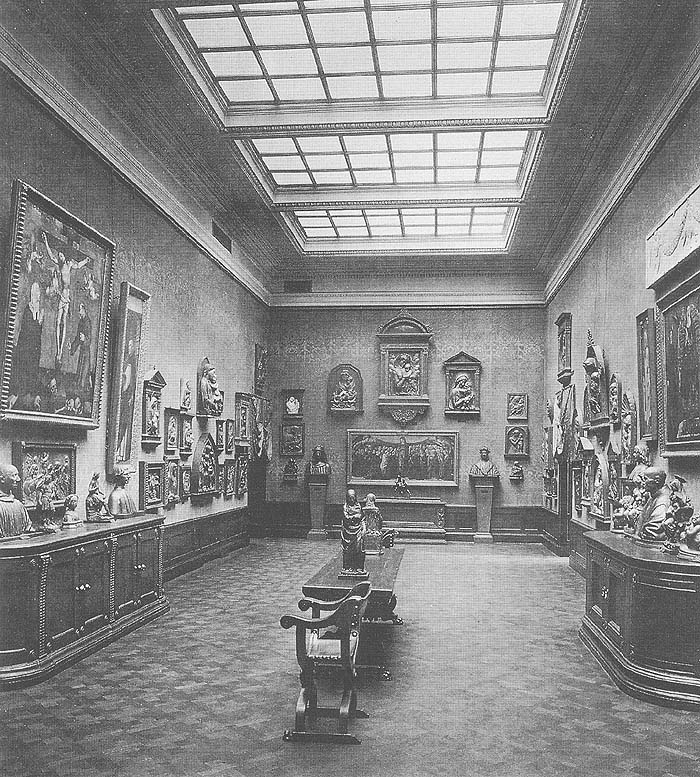
Kiállítóterem 1905 körül

A múzeum épülete és gyűjteményei a második világháborúban súlyos károkat szenvedtek, de a helyreállítás nem vált lehetetlenné. 1945 után a Museum am Kupfergraben nevet kapta, majd 1956-ban alapítójáról és első igazgatójáról kapta mai nevét. Itt helyezték el a Múzeum-sziget többi, még jobban tönkrement épülete megmenekült értékeinek egy részét is, így az Egyiptomi Múzeum anyagát a papiruszgyűjteménnyel a szinte teljesen elpusztult Neues Museumból, az őstörténeti múzeumot, egy festménygalériát, egy szoborválogatást és a híres érmegyűjteményt.
A múzeum működése fokozatosan állt helyre. Az első gyűjtemények az 1950-es, 1960-as években nyíltak meg. A belső terek renoválását 1987-re, Berlin város 750 éves jubileumára fejezték be.
A német újraegyesítés után számos problémát azonosítottak a korábbi felújítással kapcsolatban, ezért a kilencvenes évek végén elhatározták, hogy a százéves épületet újabb, szakszerű renoválásnak vetik alá. 2000 augusztusában a múzeumot bezárták. A 2006. október 19-ei megnyitás óta a múzeum gyűjteményei, – szervezeti egységek szerint: a Szoborgyűjtemény és a Bizánci Művészet Múzeuma, a Numizmatikai Gyűjtemény és a Gemäldegalerie – Régi Mesterek Festményei – újra teljes fényükben láthatók. A modern múzeumi felfogásnak megfelelően ma az egyes termekben a korábbinál kevesebb műtárgy látható, elhelyezésük szellősebb.

## Épülete
A neobarokk, közelebbről a német, úgynevezett Vilmos-barokk stílusú épület a Múzeum-sziget északnyugati csúcsára, egy 6000 m²-es szabálytalan háromszög alakú területre került. Az építésznek azonban sikerült elérnie, hogy az épület itt is tökéletes szimmetriát sugározzon. A ház központi része a félkör alapú, kupolával fedett bejárati csarnok, amelyhez hidak vezetnek a Spree két ágán keresztül. A további épületszárnyak közvetlenül a folyóból emelkednek ki. Az épület külsejét kréta-kori homokkő borítja. Az attikát a művészetek és a művészetükről híres városok allegóriái, August Vogel és Wilhelm Widemann szobrászok alkotásai díszítik.

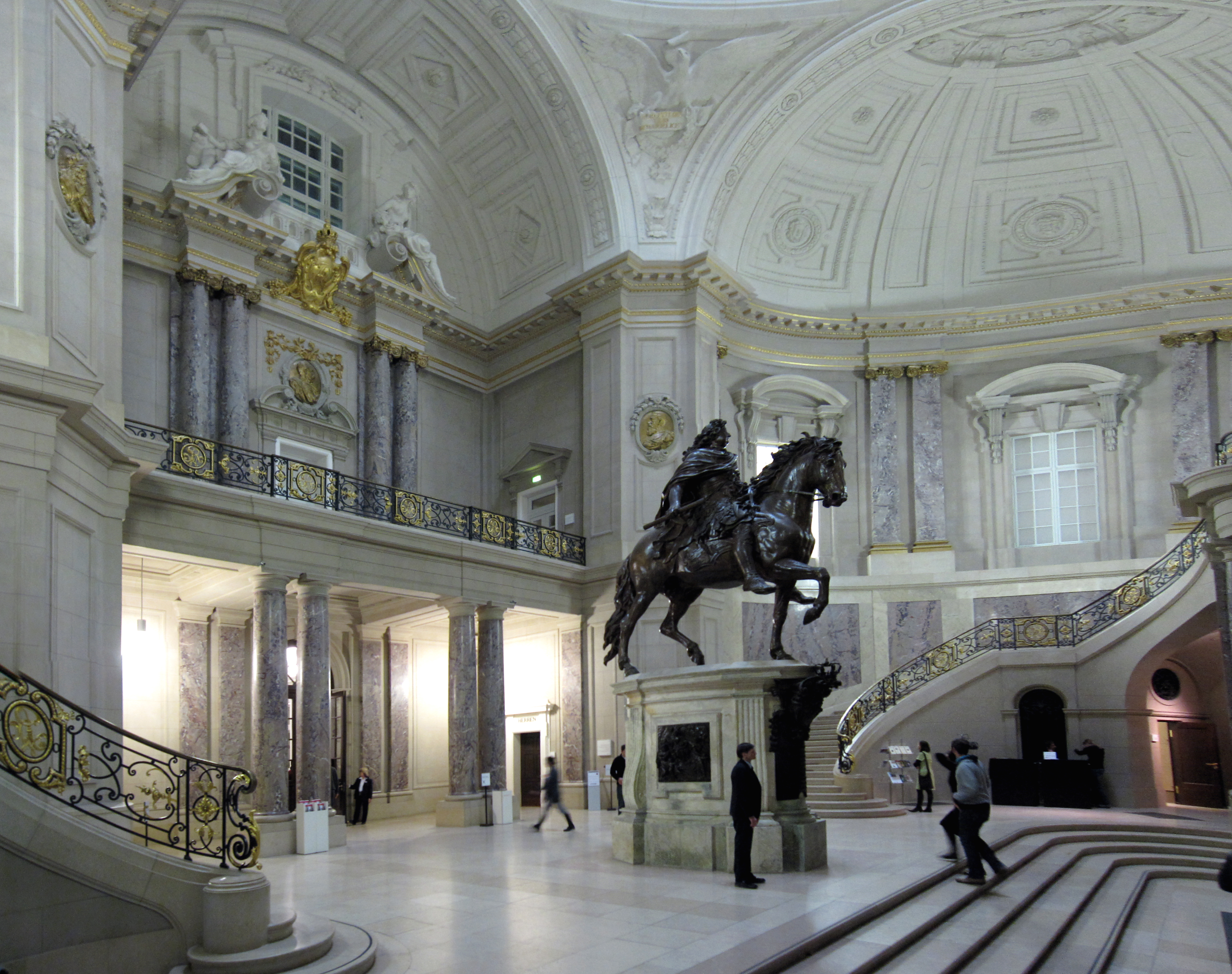
A nagy kupolacsarnok

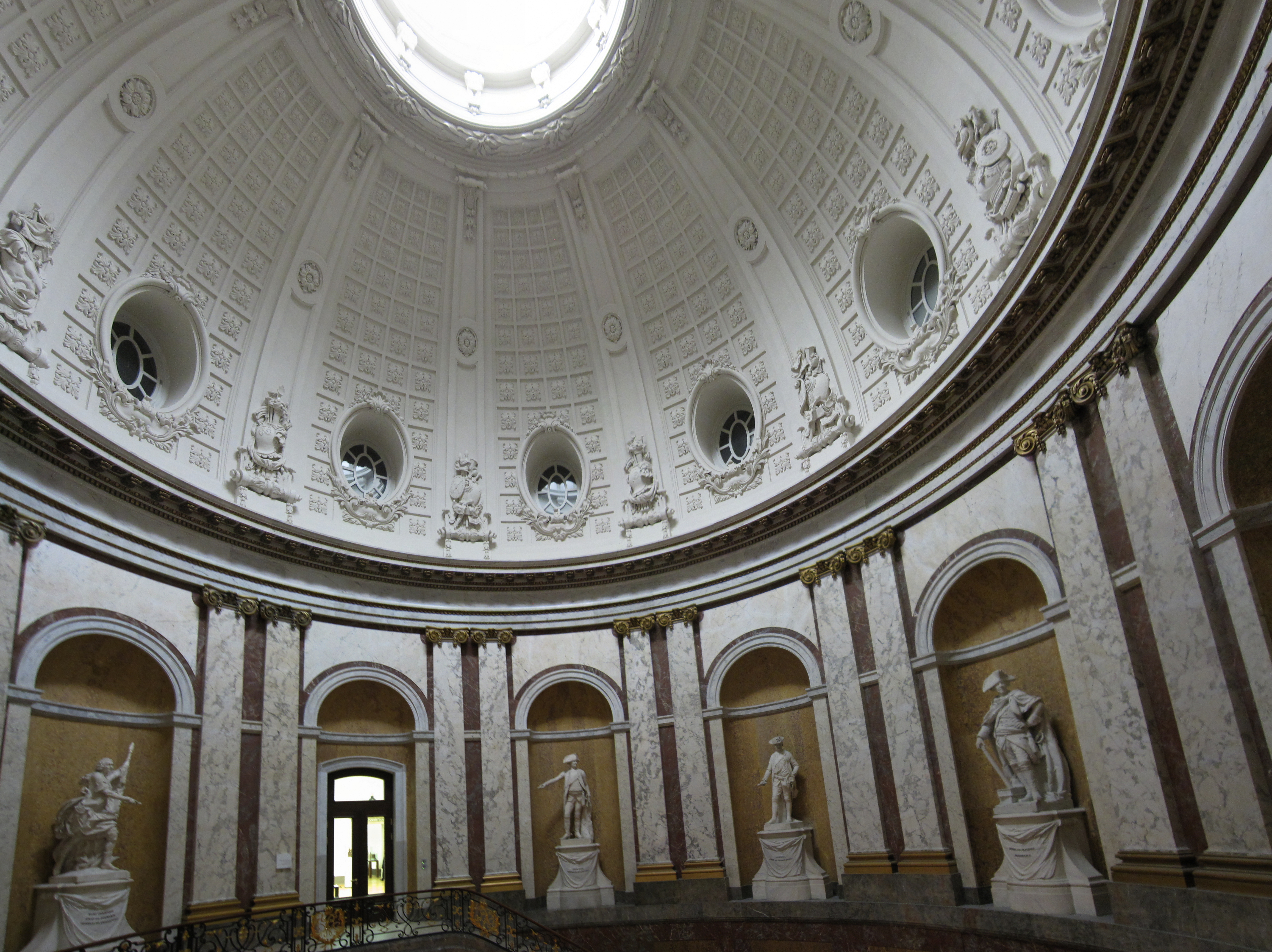
A kupola

A két folyóparti szárnyat összekötő épületrészek révén összesen öt belső udvar alakult ki. A bejárat után az épület fő tengelyében nagyszabású, két emelet magasságú terek sorakoznak egymás után. Az első a nagy kupolacsarnok a széles ívű lépcsőfeljáratokkal, középpontjában Frigyes Vilmos brandenburgi választófejedelem lovasszobrával (Andreas Schlüter szobrának galvanoplasztikus másolata). Utána következik a Kamecke-csarnok, azokkal a szobrokkal, amelyek valaha a Schlüter által épített, később elpusztult Kamecke-villa tetejét díszítették a Dorotheenstraßén. A következő tér a bazilika az olasz reneszánsz stílusában, ahol az oldalkápolnákban színes, fényezett terrakottából készült vallásos szobrok állnak (Luca della Robbia műve, valamint egy szobor a firenzei feltámadási oltárról). Ezt a tengelyt a kis kupolacsarnok zárja egy rokokó lépcsőházzal és Nagy Frigyes valamint öt tábornokának szobrával. A pompás építészeti tereknek ez a sora a maga korában igen alkalmas volt udvari rendezvények és a nagypolgári mecénások összejöveteleinek céljaira is.
A tulajdonképpeni kiállítótermekben Bode a kor szokásainak megfelelően sűrűn helyezte el a szobrokat, festményeket és iparművészeti tárgyakat. Az épület bonyolult alaprajza miatt a termekből sokfelé nyílik ajtó, ami kissé megnehezíti a tájékozódást. A belsőépítészeti elemeket – ajtók, márványpadlózat, kályhák, kazettás mennyezetek, oltárok – Olaszországban vásárolta, kimondottan a múzeum céljaira. Koncepciója arra épült, hogy az egymást követő termek különböző korszakokat mutassanak be.
A második világháború után, az NDK idején a múzeum épületét számos kompromisszummal ugyan, de nagyrészt helyre tudták állítani.
A német újraegyesítés után, 2000-2006 között lezajlott nagy felújítás során már kialakították a Múzeum-sziget épületeit majdan összekötő, részben földalatti régészeti sétány kapcsolódási pontját is az épületben, a kis kupolacsarnok lépcsőháza alatti modern térben, ahol szarkofágokat állítottak ki.

## Gyűjteményei

### Szoborgyűjtemény
A 2000 óta a bizánci gyűjteménnyel egy szervezeti egységbe tartozó, a középkortól a 18. század végéig terjedő időszakból származó szobrokat bemutató gyűjtemény Németország egyik legnagyobb ilyen kollekciója. Alapját a korábbi porosz állami műkincstár, a Brandenburgisch-Preußische Kunstkammern adja. 1883-ban Wilhelm von Bode különítette el a keresztény művészet szobrait az antikvitás anyagától, ami később a Pergamon Múzeumba került. Bode jelentős mértékben bővítette is a gyűjteményt az 1897-ben alapított pártfogó egyesület, a Kaiser Friedrich-Museums-Verein segítségével, amely még ma is működik.
A szobrok, domborművek a háború és a német megosztottság okozta évtizedes szétszórtság után találkoztak újra itt, eredeti otthonukban.
A gyűjteményben a német nyelvű országokból, valamint Franciaországból, Hollandiából, Spanyolországból és Olaszországból származó művek szerepelnek. Az itáliai szobrászat különösen jelentős alkotásokkal képviselteti magát. Az olyan középkori remekektől, mint Martinus presbiter Madonnája és Giovanni Pisano Szomorú ember elnevezésű műve, a korai reneszánsz mesterműveiig, Luca della Robbia terrakottáiig, Donatello Pazzi Madonnájáig, Desiderio da Settignano, Francesco Laurana és Mino da Fiesole portré-mellszobraiig terjednek a kiemelt látnivalók.
A szoborgyűjtemény másik prominens része a késő gótikus német szobrászat kiemelkedő alkotásaiból nyújt áttekintést Hans Multscher, Tilman Riemenschneider, Hans Brüggemannn, Nicolaus Gerhaert van Leyden és Hans Leinberger alkotásai révén. Alabástromból, buxusfélék fájából és elefántcsontból készült kisplasztikák képviselik a német reneszánsz és barokk korszakait. A harmincéves háború idejéből származó monumentális, fából készült lovagszobrok is rendkívüli benyomást keltenek. Martin Zürn e korból származó szobrán szokatlan módon Szent Sebestyén is lovagi díszben jelenik meg.

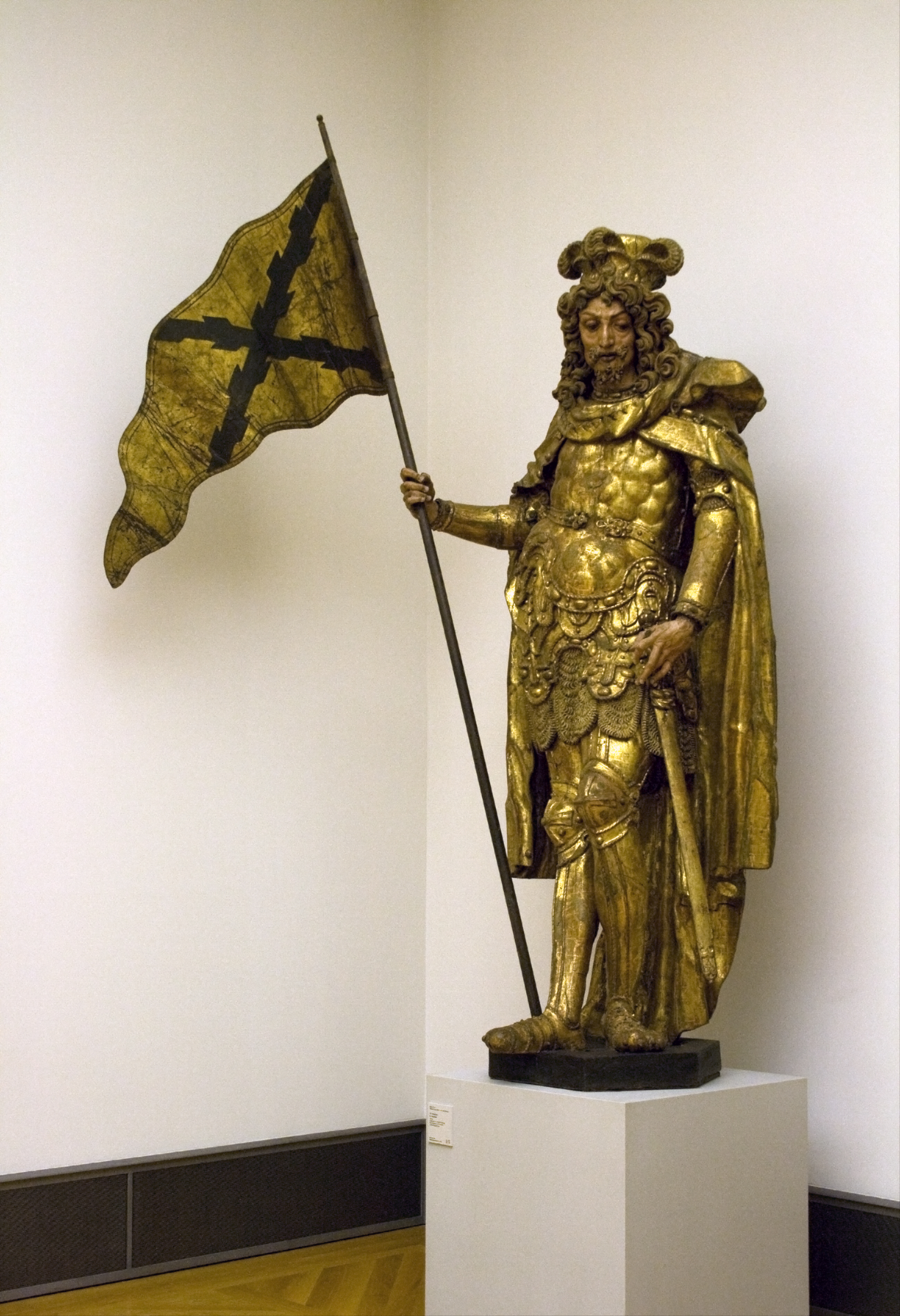
Martin Zürn: Szent Sebestyén
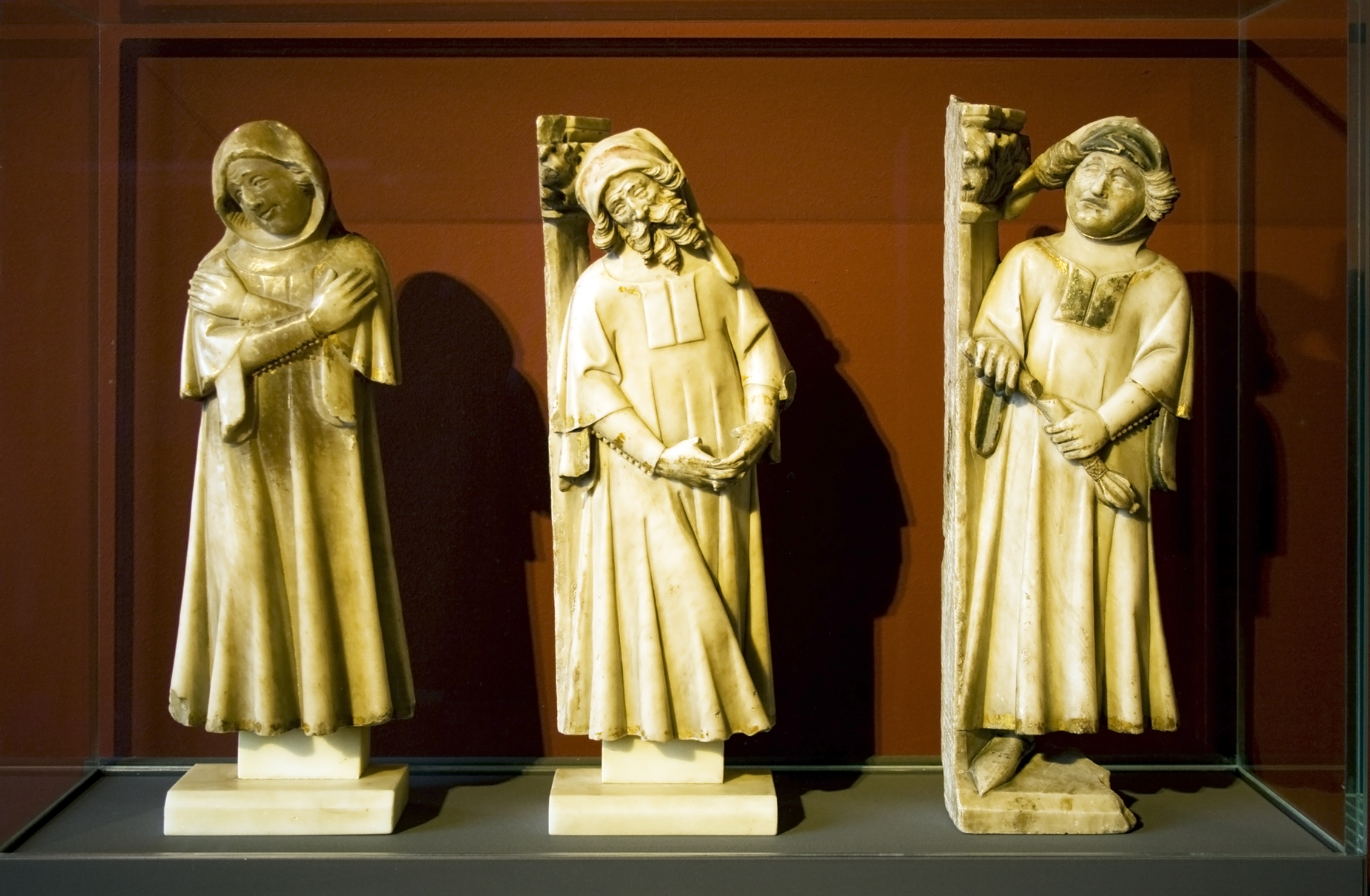
Jaune Cascalls: Gyászoló udvaroncok
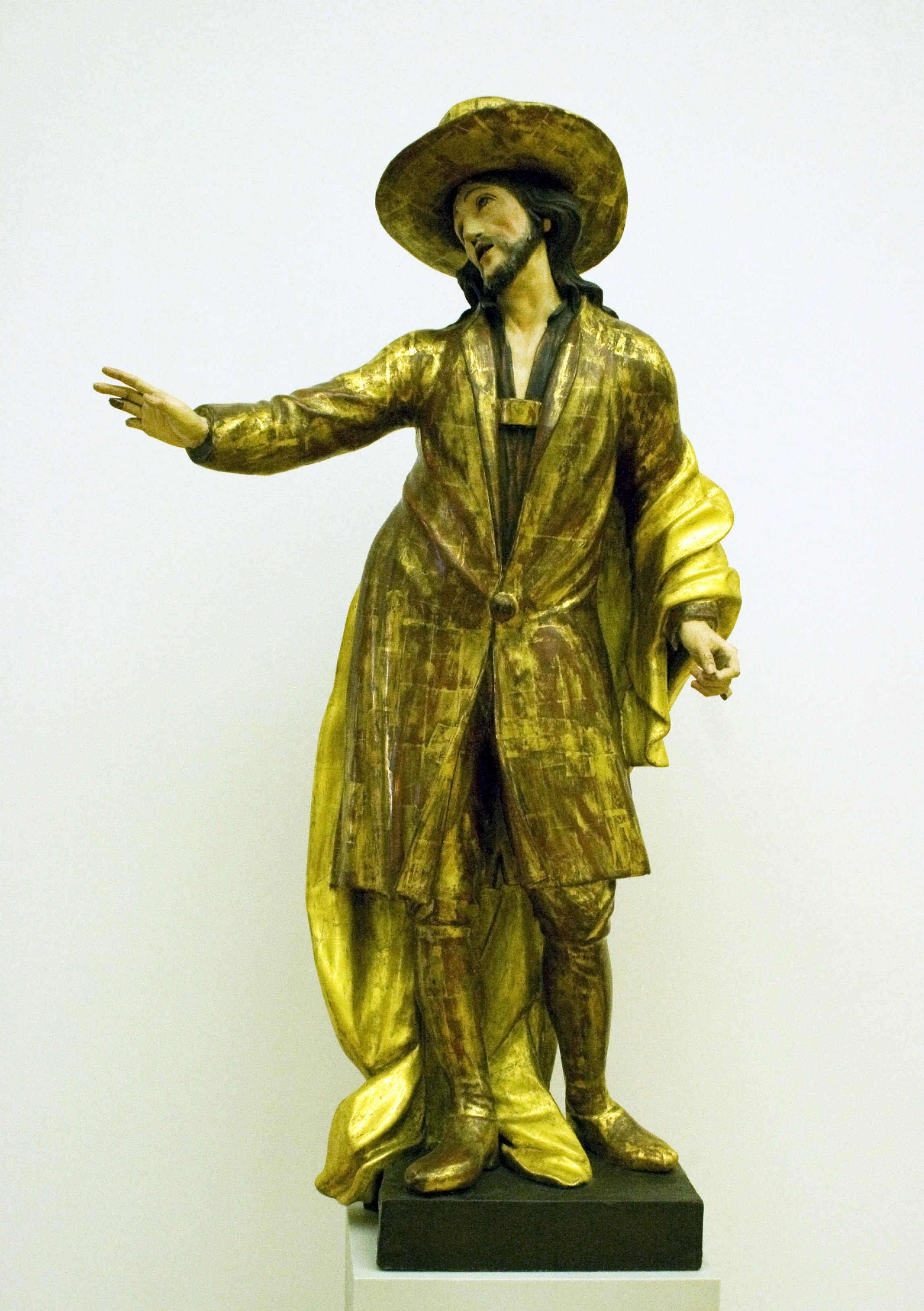
Szent Rókus
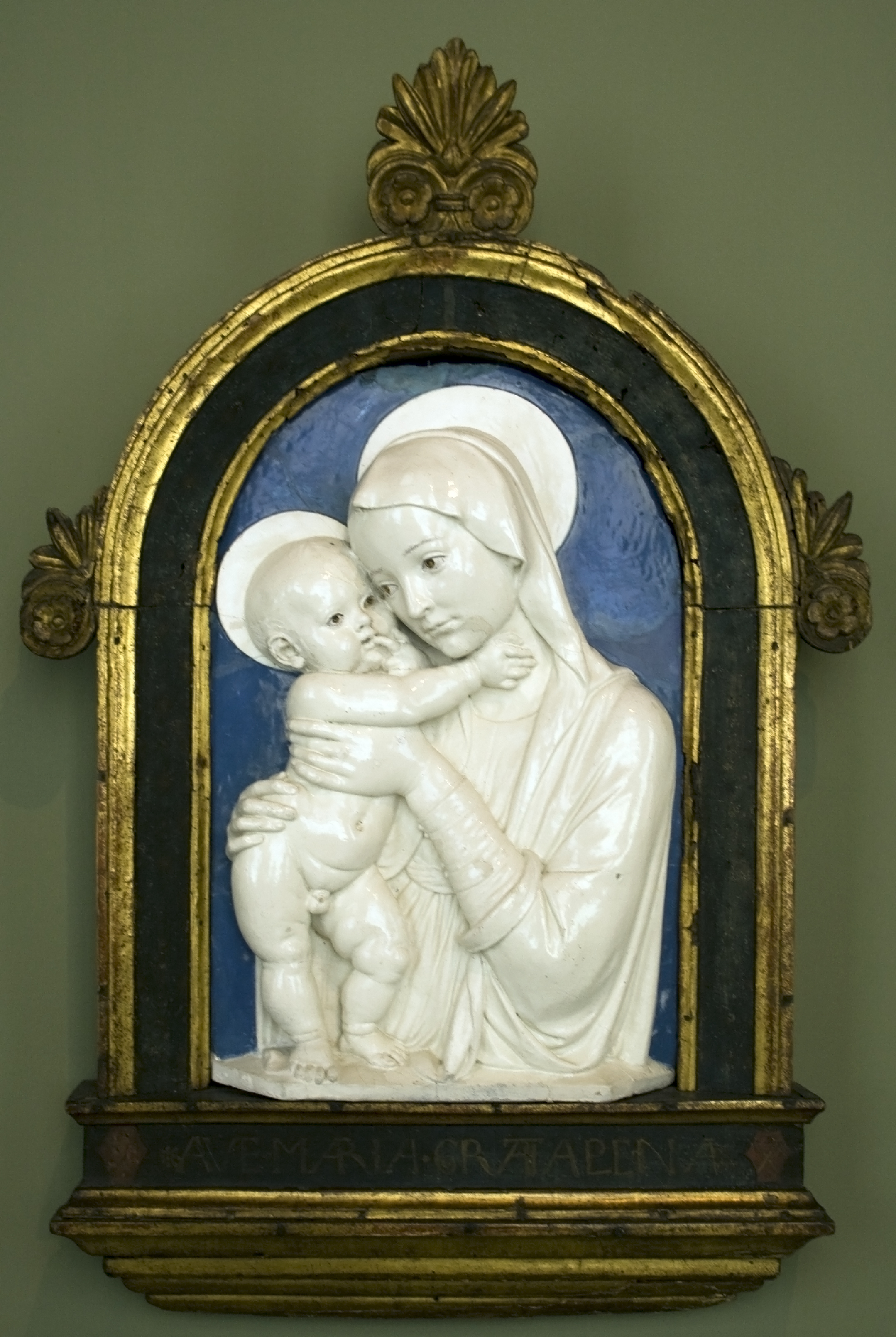
Andrea della Robbia: Madonna

Gazdag anyag látható a múzeumban az épületekhez készült szobrokból is. A gröningeni templomból származó galéria a németországi romanika kitűnő példája. Andreas Schlüter szobrai és a korabeli Wilhelmplatz számára készült katonaszobrok reprezentálják a 17. és 18. századi berlini szobrászatot. A rokokót és a németországi, valamint francia korai és későbbi klasszicizmust Ignaz Günther, Joseph Anton Feuchtmayer, Edme Bouchardon és Jean-Antoine Houdon munkái képviselik.
Az olasz szobrászat főleg a reneszánsz korának különböző itáliai iskoláiból származó művekkel van jelen a múzeumban, köztük Lodovico Gonzaga műveivel. Kiemelkedő Jacopo Sansovino Madonna-kompozíciója és a köréje csoportosított 15. századi Madonna-domborművek agyagból, stukkóból és papírmaséból.

#### Kunstkammer Würth
A modern állami támogatás példájaként a múzeum gyűjteményét három évig kiegészíti a Kunstkammer Würth harminc darabja. Reinhold Würth gyáros, műgyűjtő és mecénás gyűjteménye főleg olyan 17. és 18. századi művészek elefántcsont szobrait tartalmazza, mint Leonhard Kern, Zacharias Hegewald, Joachim Henne, Adam Lenckhardt, Paul Egell vagy Christoph Daniel Schenck. Szerepel emellett a kiállításon egy értékes 17. századi borostyán oltár, valamint egy Dianát szarvason ábrázoló, részben aranyozott ezüstszobor.

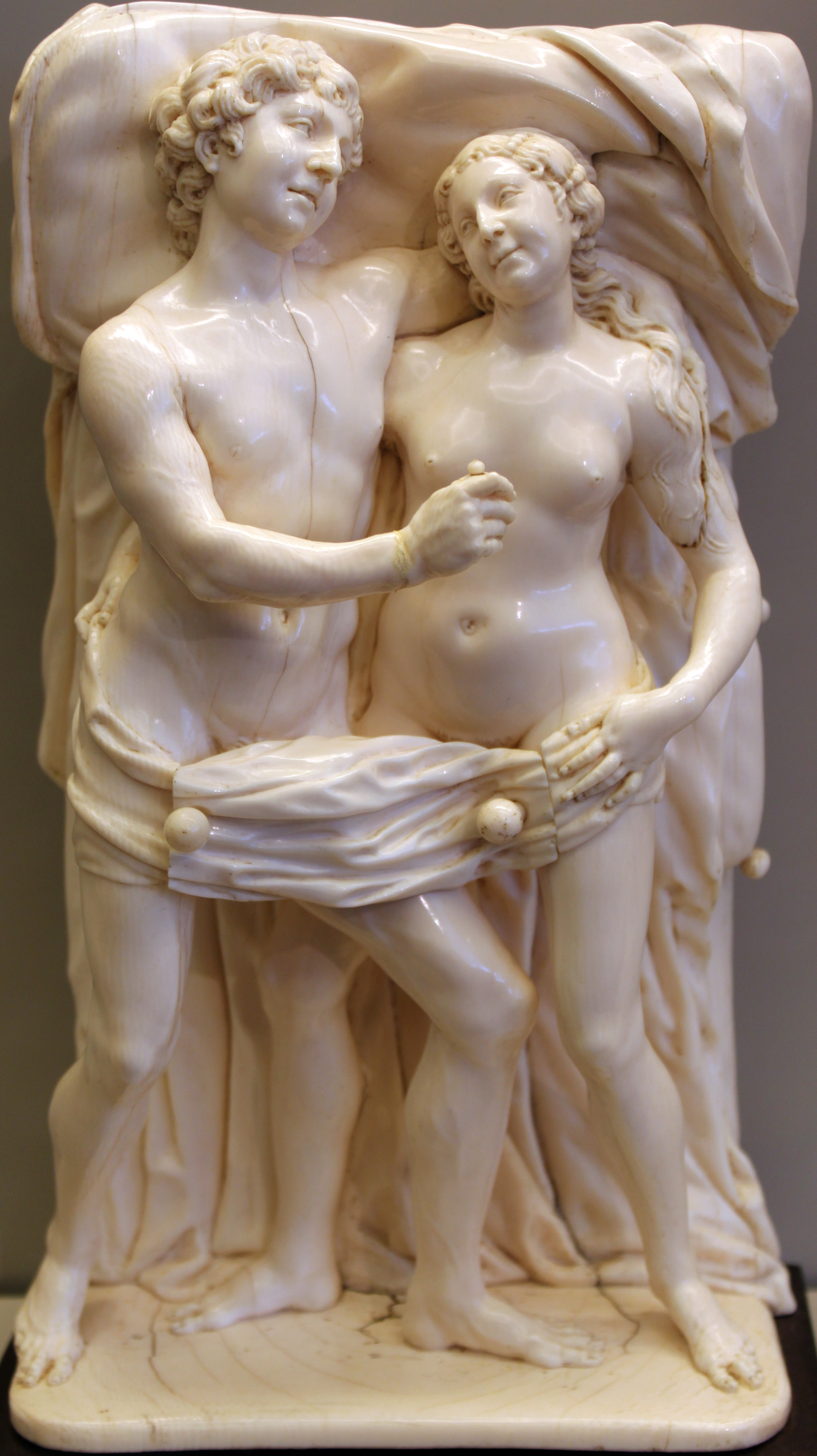
Hegewald: Ádám és Éva
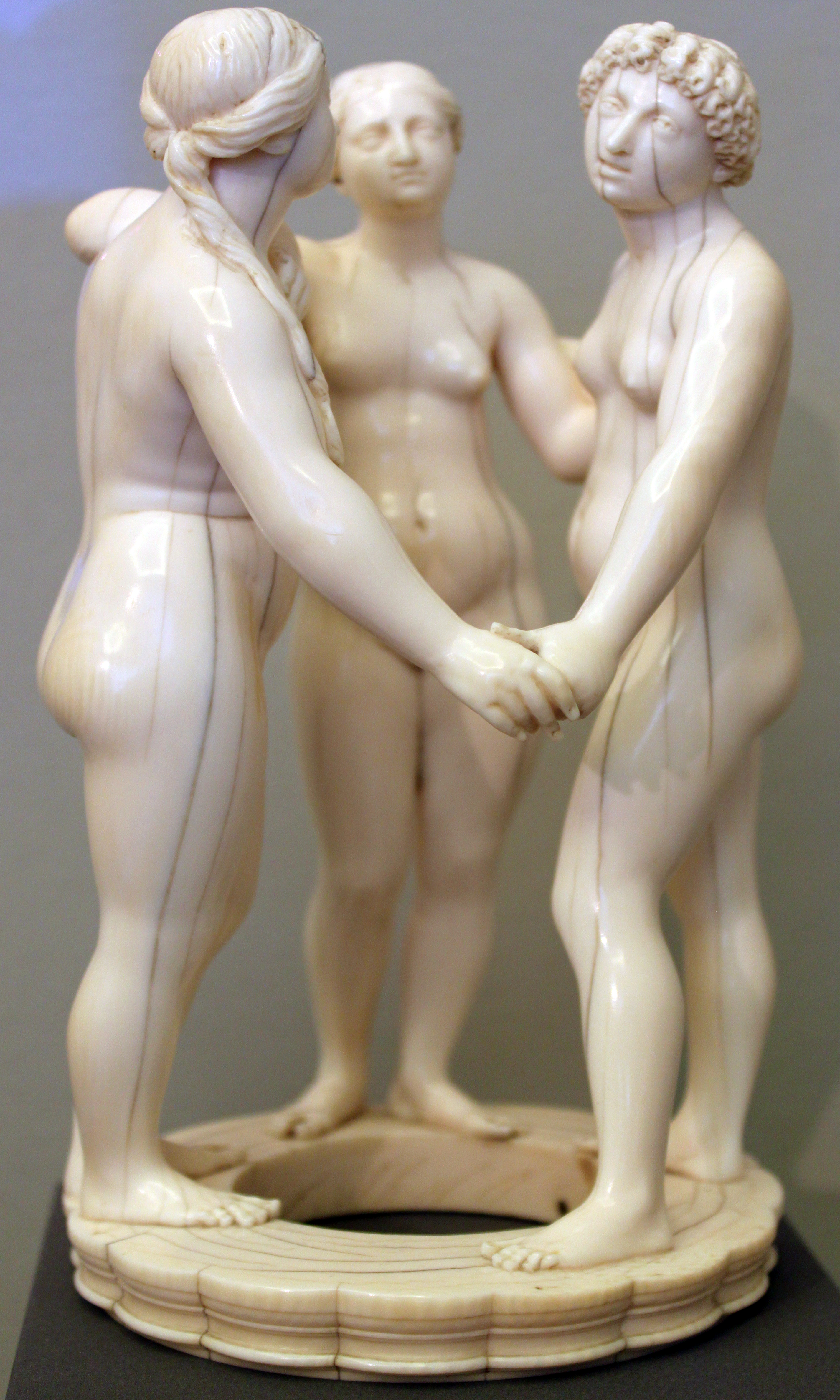
Kern: Három grácia
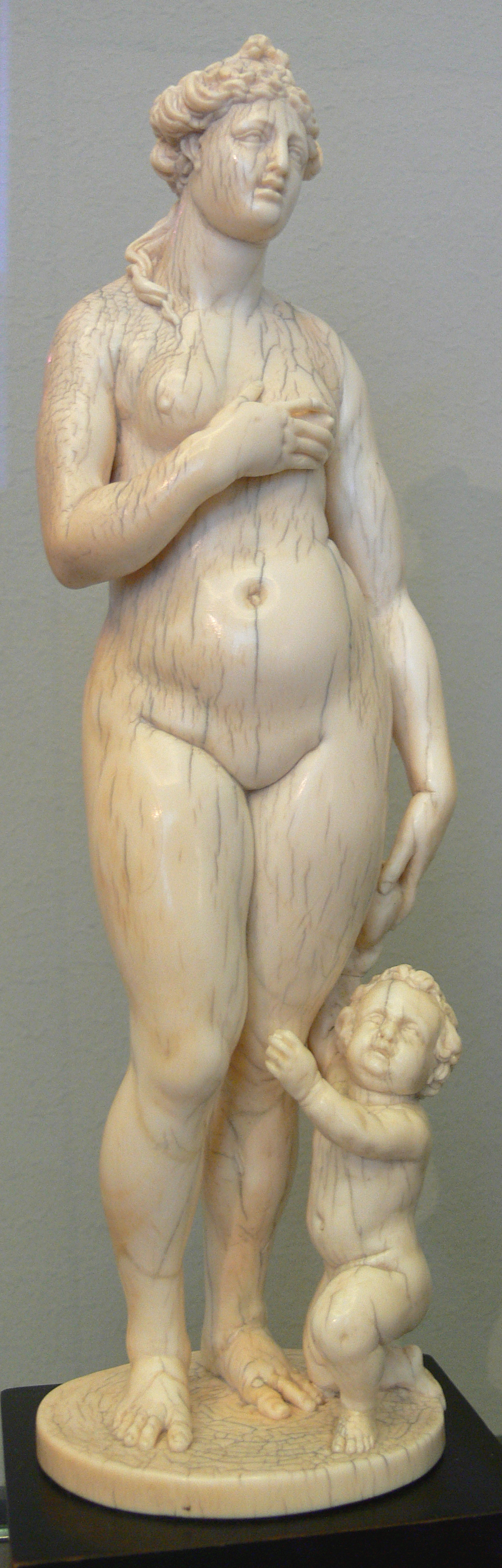
Lenckhardt: Vénusz és Ámor
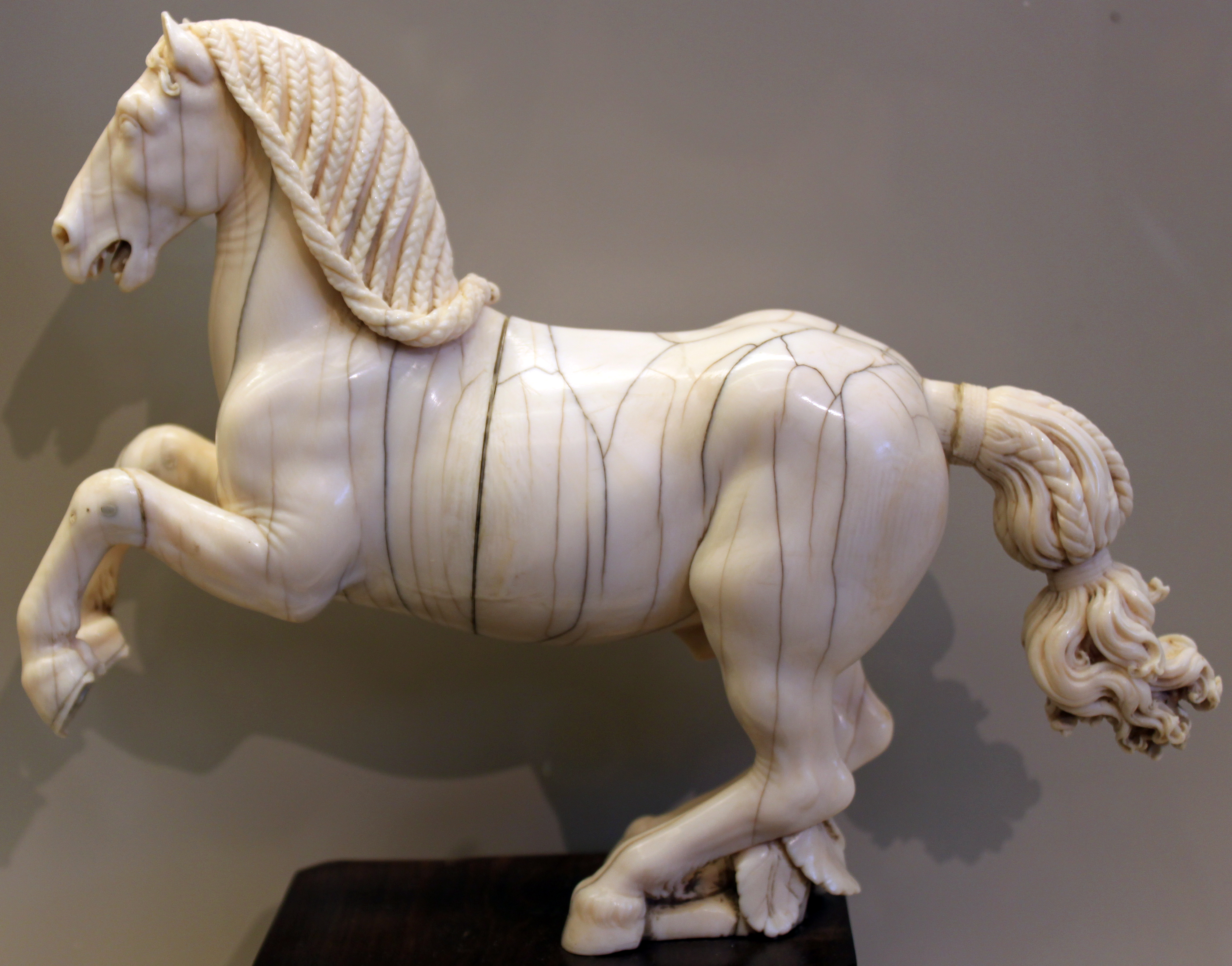
Kern: Ugró ló

### A bizánci gyűjtemény
A Németországban egyedülálló bizánci gyűjtemény alapját Frigyes Vilmos brandenburgi választófejedelem kincstára adta, melynek anyagát 1875-ig a berlini Kunstkammerben őrizték. A bizánci művészet alkotásai Rómából, Itália más részeiről, Konstantinápolyból, Kis-Ázsiából, a Közel-Keletről, Egyiptomból, Görögországból, Oroszországból kerültek német gyűjteményekbe, és származási területeik szerint is képviselik a bizánci művészet különböző vonulatait.
A gyűjtemény egyik fő részét alkotják az antik elefántcsont-faragványok. Az egyik leghíresebb darab az i. sz. 400 körül keletkezett „Nagy berlini tégely”. Ezt az ostyatartót egy sor figuratív elem díszíti, köztük Krisztust az apostolokkal és Ábrahám áldozatát bemutató fríz.
A késői antikvitás kopt művészetét bemutató rész a világ legnevesebb ilyen gyűjteményei közé tartozik. A főleg Egyiptomból származó kincsek nagyrészt temetkezési mellékletek, szobrok és sírkövek, de vannak köztük fafaragványok, textilek, hagyományos festmények és kerámiák is. A szerves anyagból készült tárgyak fennmaradását az egyiptomi sivatagi éghajlat tette lehetővé. Az ebből a korból származó mindennapi használati tárgyak és vallási ereklyék képet adnak a korabeli életről és a liturgiáról egyaránt.
A kelet-római és bizánci szobrok gyűjteménye méretében a második a világon az isztambuli Archeológiai Múzeum mögött.
Az ikonok gyűjteménye a 6. és 7. századi fafestményekre koncentrál. Emellett jelentős válogatás mutatja be az orosz ikonfestészetet is a 14. századi novgorodi iskolától egészen a 19. századi moszkvai ikonokig.

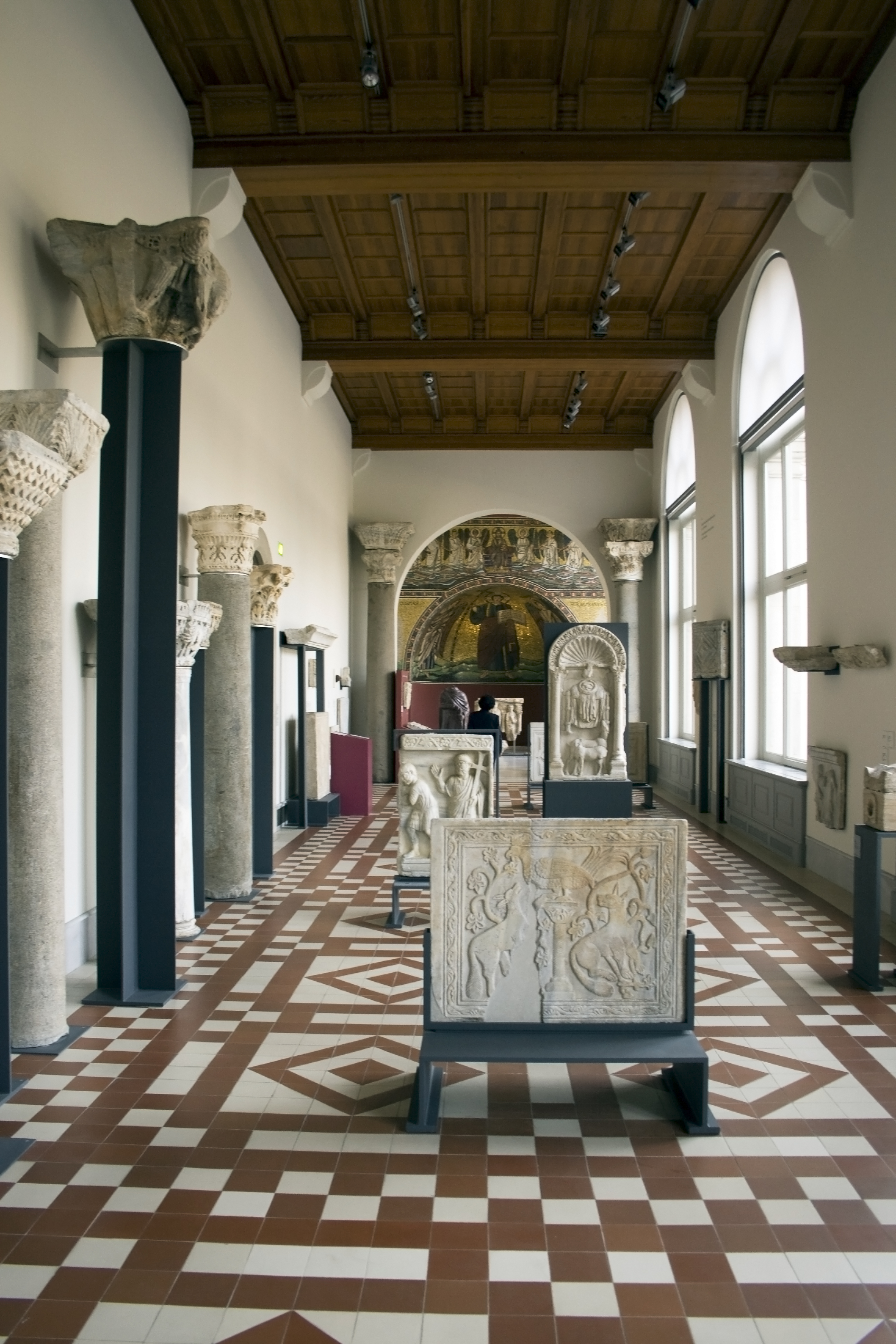
A bizánci gyűjtemény egyik terme
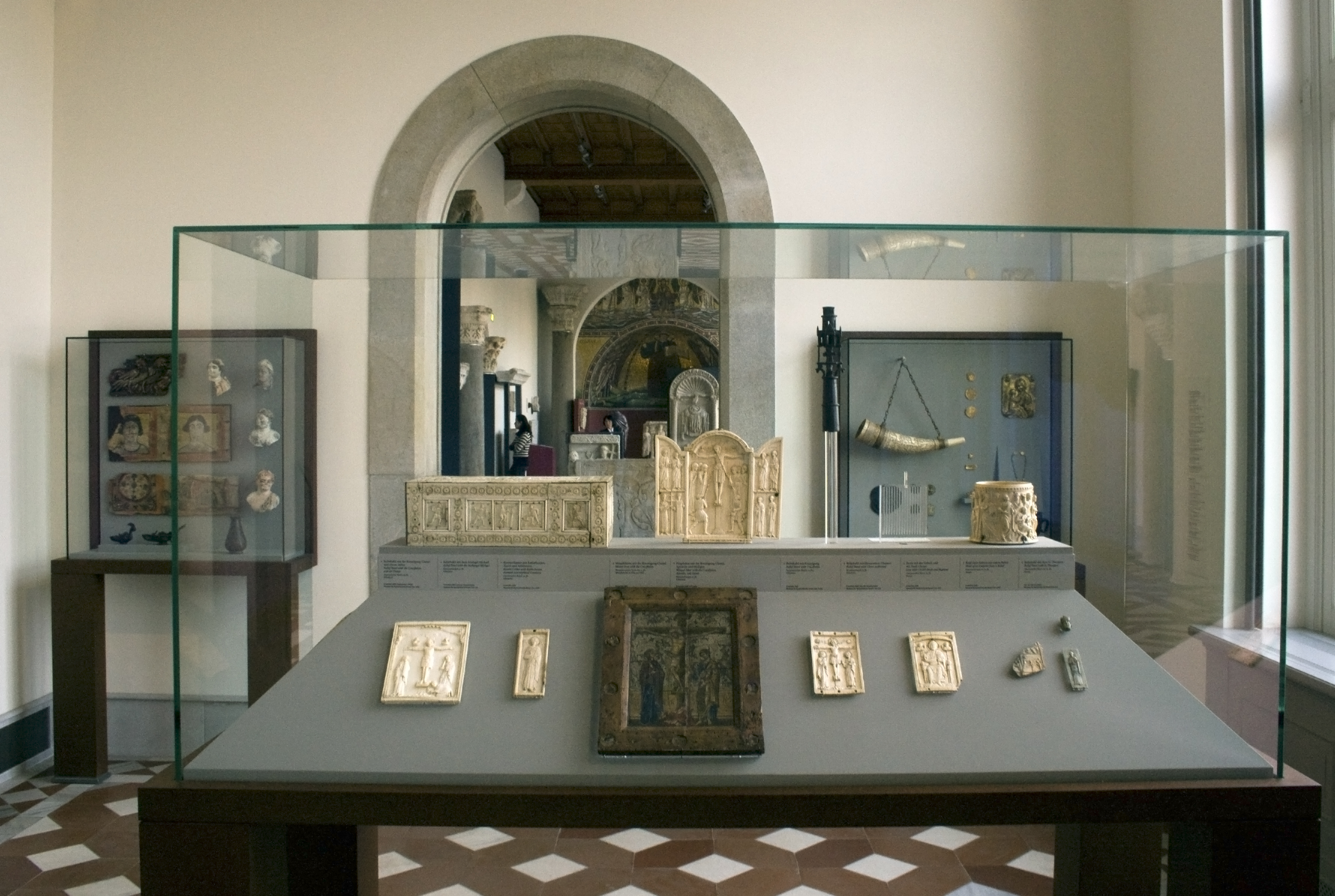
Elefántcsont faragványok
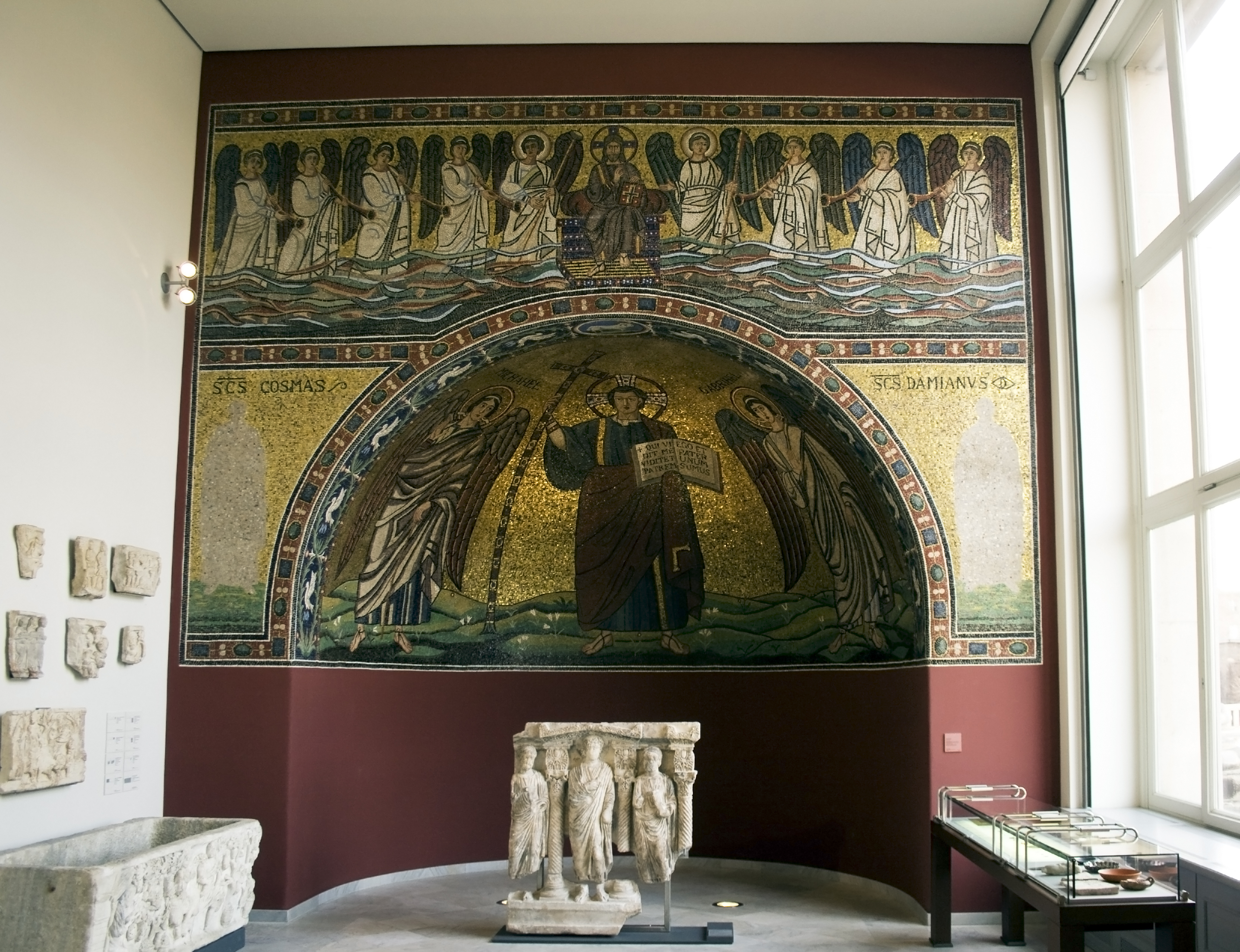
Apszis-mozaik Ravennából
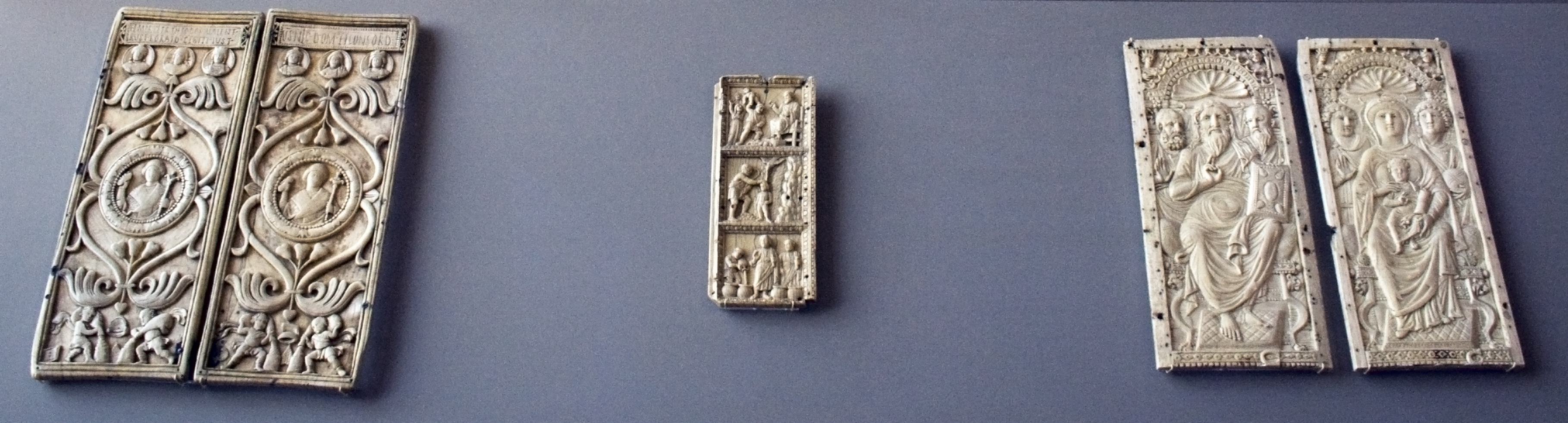
Elefántcsont lapkák

### Az érmegyűjtemény (Münzkabinett)
A Berlini Állami Múzeumok szervezetébe tartozó és a Bode Múzeumban elhelyezett Münzkabinett numizmatikai állománya mintegy 500 000 eredeti tárgyból és 300 000 gipszmásolatból áll. Legkorábbi darabjai az i. e. 7. századból származnak, de a 21. századi érméket és medálokat is gyűjtik. A maga nemében legnagyobb ilyen kollekció Németországban. Világméretekben is a legtekintélyesebbek közé tartozik a British Museum, a párizsi Bibliothèque nationale de France, a Bécsi Szépművészeti Múzeum és a szentpétervári Ermitázs gyűjteményei mellett. Nemzetközi hírét nem csak a kollekció méreteinek, hanem az anyag rendezettségének és a teljes sorozatok sokaságának is köszönheti.

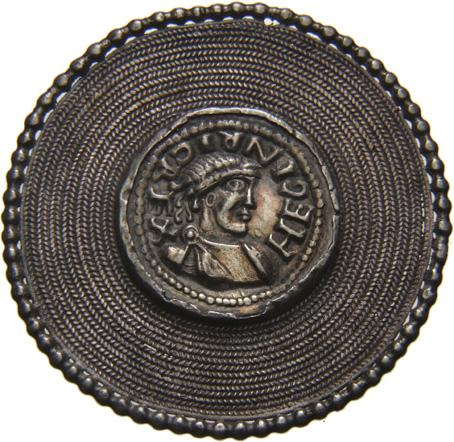
I. Henrik német király (919 – 936) ezüstérméje

#### Története
A brandenburgi választófejedelmek már 1535 és 1571 között megkezdték az érmék gyűjtését. Az első fennmaradt leltár 1649-ből körülbelül 3000, túlnyomórészt antik érmét tartalmaz. Az állomány első tudományos igényű feldolgozásait 1685 és 1705 között Lorenz Berger végezte, majd 1804 és 1810 között Domenico Sestini. Az 1745., az 1757. és az 1806. évi háborúkban a gyűjteményt többször át kellett helyezni, ami jelentős veszteségeket okozott.
Már a 18. században felmerült a gondolat, hogy lehetővé kellene tenni a gyűjtemény nyilvános bemutatását. Végül 1830-ban adták át a Királyi Múzeumnak, és az Altes Museumban helyezték el, ahol újra elvégezték az anyag tudományos vizsgálatát. 1868-ban a gyűjtemény megkapta az önálló múzeum rangját a Királyi Múzeumokon belül, és jelentős forrásokat is biztosítottak számára további vásárlások céljára.
1904-ben került a Münzkabinett anyaga az újonnan épült Bode Múzeumba, ahol egy csaknem hatvan méter hosszú trezort alakítottak ki számára, amelyben történelmi-kronológiai szempontok szerint osztályozva lehetett elhelyezni az érméket.
A második világháborút a gyűjtemény a Pergamon Múzeum pincéjében vészelte át, ahonnan a szovjet hadsereg a Szovjetunióba vitte. 1958-ban adták vissza a gyűjteményt az NDK-nak, érdemleges veszteségek nélkül. Már 1959 januárjától be lehetett mutatni az anyagot az érdeklődőknek Berlinben, de a gyűjtemény méltó bemutatása négy teremben csak 2006-tól, a Bode Múzeum felújításának befejezésétől vált lehetővé. Természetesen itt is csak a legreprezentatívabb darabok láthatók az állandó kiállításon.

#### Az éremgyűjtemény
A Münzkabinett antik kollekciója mintegy 102 000 görög és 50 000 római érmét tartalmaz,
köztük különösen értékes és ritka darabokat is, mint a Demareteion Gelon szirakuzai királynak a karthágóiakon aratott győzelme alkalmából, vagy a Szalamiszi csata után készült egyedi athéni Dekadrachmon.
A középkori anyag, a bizáncit is beleértve, mintegy 66 000 érmét számlál. A későbbi érmékből 160 000 található a múzeumban, valamint mintegy 35 000 keleti és ázsiai veret.
A medálok gyűjteménye 32 000 darabból áll. Ezen kívül a múzeumban őriznek mintegy 12 000 érmét osztatlan kincsleletek formájában, 95 000 bankjegyet és értékpapírt, természeti népek kezdetleges pénzeszközeit, szükségpénzeket, zsetonokat, hamisítványokat, pecséteket és pénzverdei eszközöket.
A Münzkabinett mint szervezeti egység anyagának egy része, mintegy 2000 különösen értékes és témájában odaillő darab állandó jelleggel a Pergamon Múzeumban van kiállítva. Hasonlóképpen az Altes Museumban és a Neues Museumban is láthatók témájukban az ottani gyűjteményekhez kapcsolódó érméi.

### A régi mesterek festményei
Eredetileg a Kaiser-Friedrich-Museum adott otthont a porosz állami festménygyűjteménynek is. Ennek sorsa azonban később elvált a múzeumétól, terjedelme miatt ugyanis a gyűjtemény már a második világháború előtt a Múzeum-sziget más intézményeibe (a mai Pergamon Múzeum helyén álló Német Múzeum egyik szárnyába) került át. A háború alatt súlyos károkat szenvedett, majd pedig nagy része az akkori Nyugat-Németországba került. Az azóta újra sokat gyarapodott gyűjtemény Gemäldegalerie néven 1998-ban a berlini Kulturforum Berlin modern épületében kapott helyet, de a Bode Múzeumba kerültek vissza az állományából az itteni fő gyűjteményekhez kapcsolódó festmények. A gyűjtemény egy szerény darabjának tárgya magyar vonatkozású: Franz Anton Maulbertsch a Magyar szentek apoteózisa című képe.

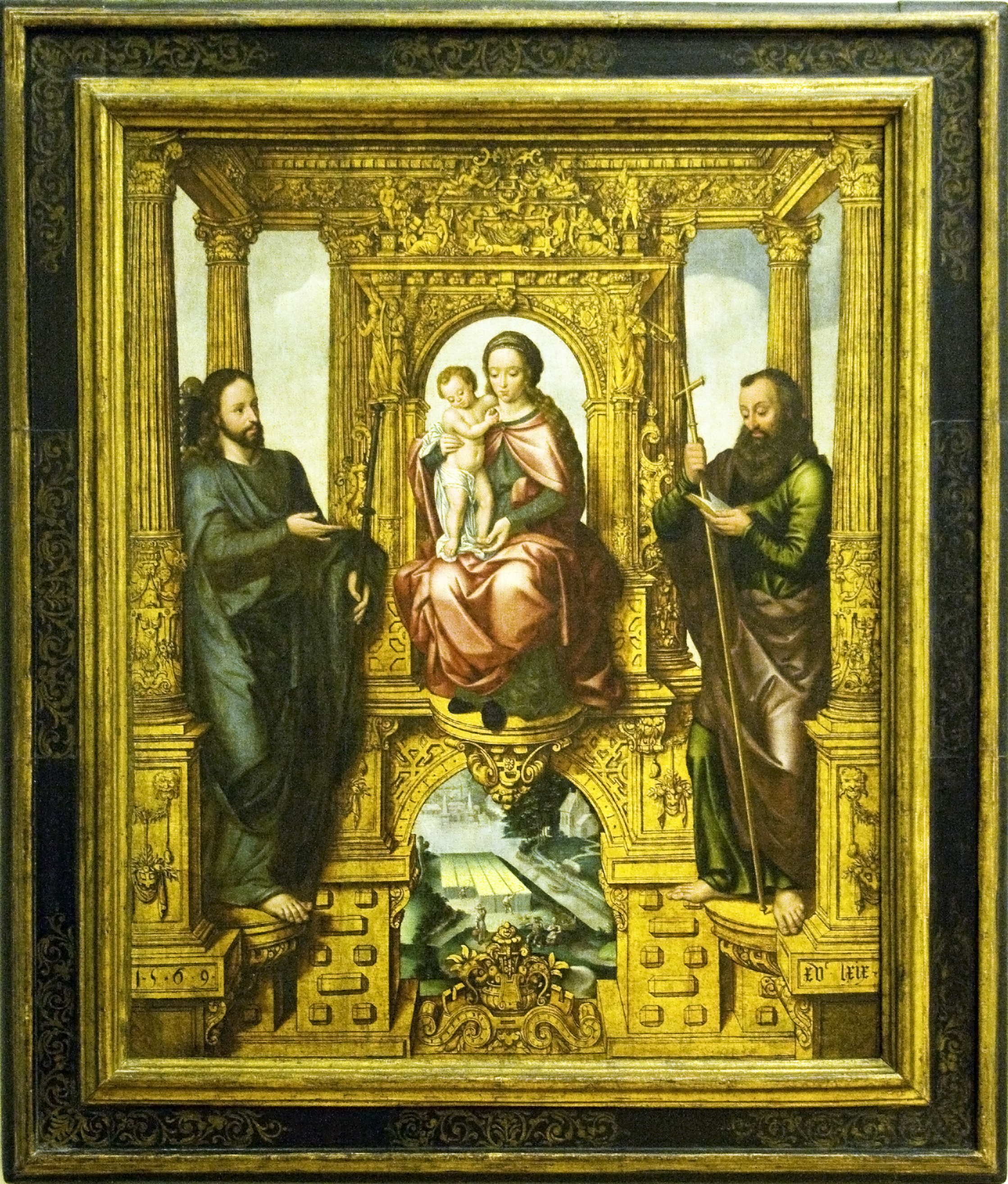
Pieter Claeissens: Madonna a trónon
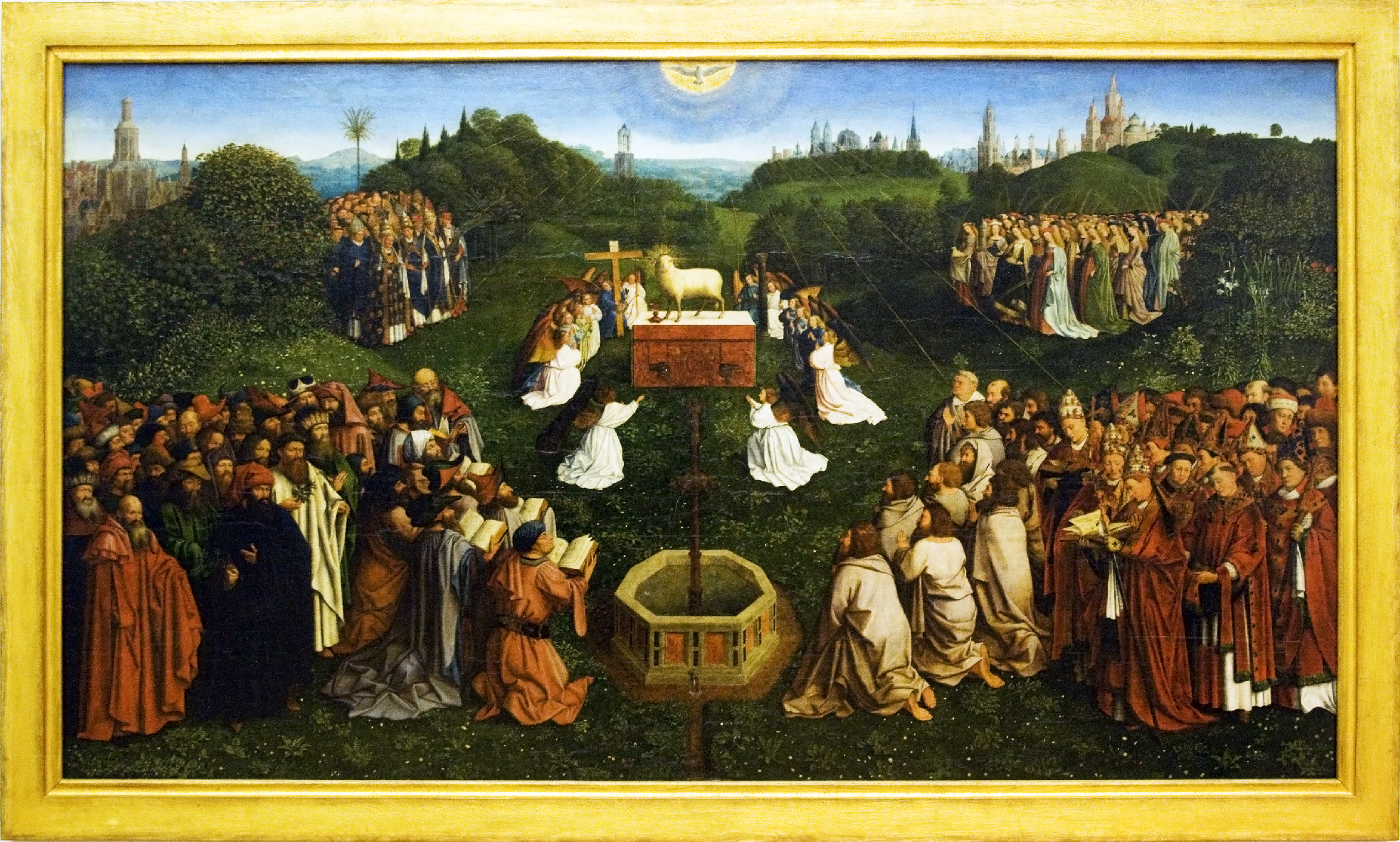
Michiel Coxcie: A Bárány imádása
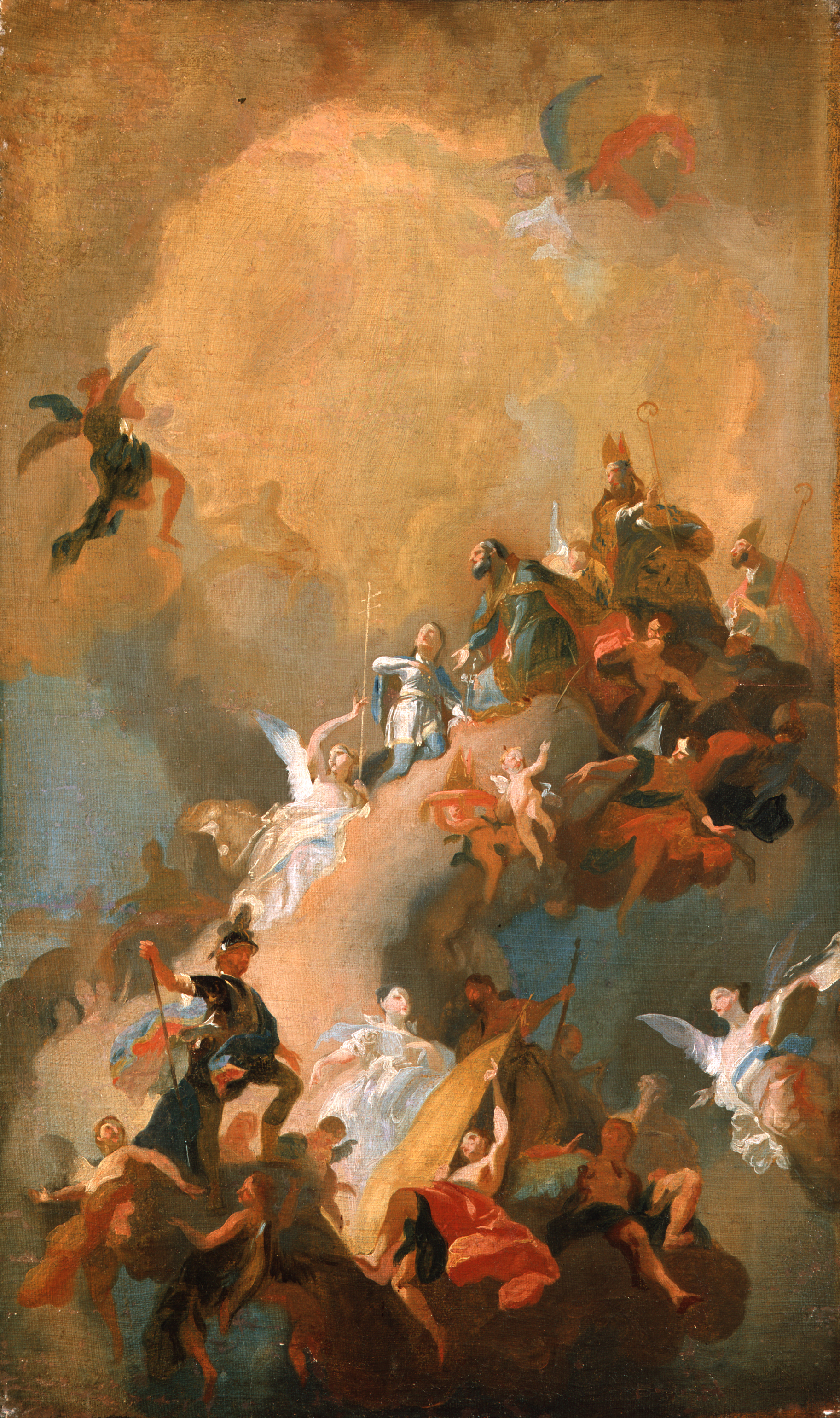
Maulbertsch: A magyar szentek apoteózisa
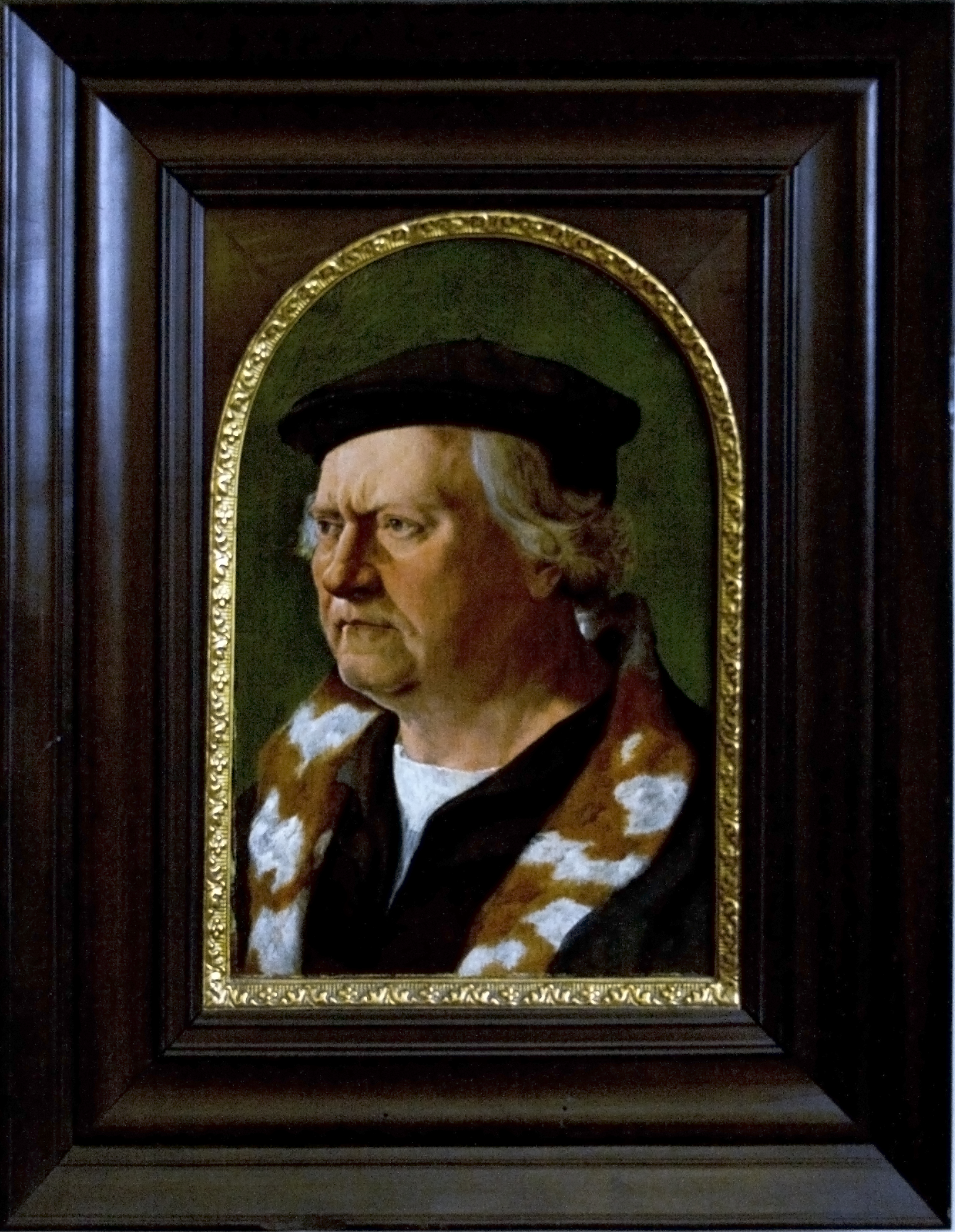
Jan van Scorel: Egy idős férfi portréja

#### A Tiepolo-kabinett

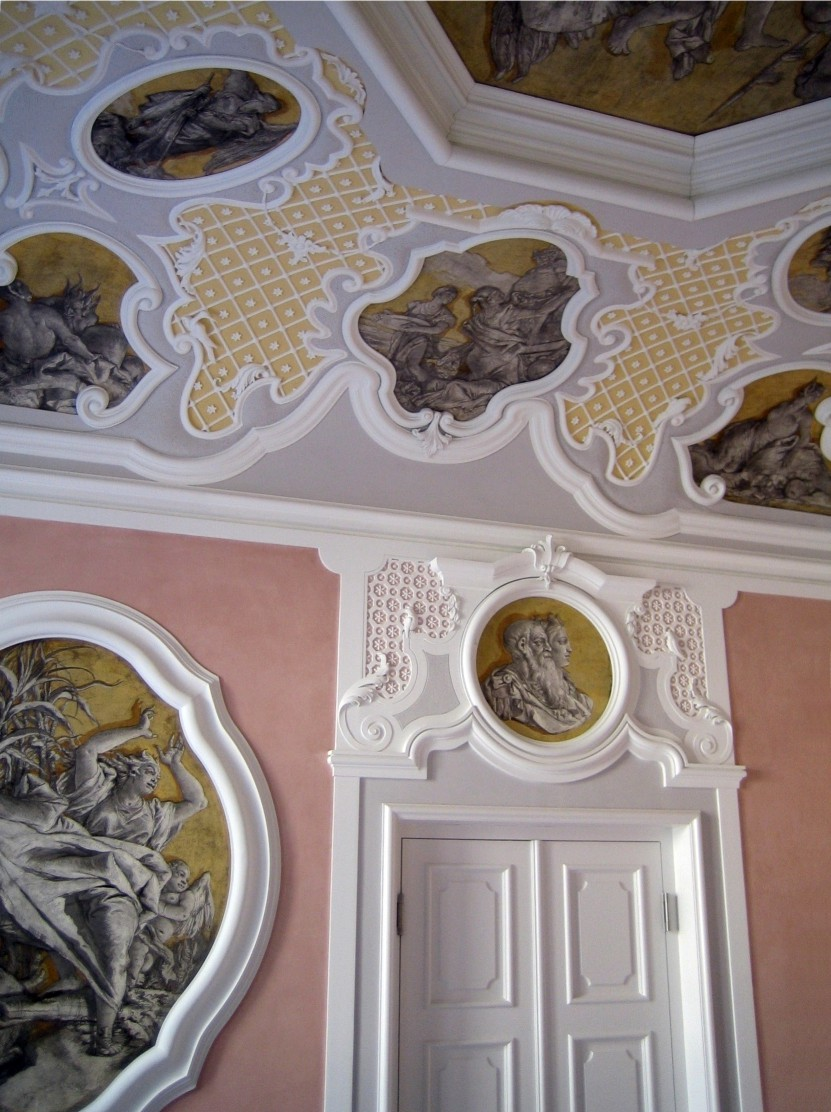
Részlet a Tiepolo-teremből

A múzeumnak már megnyitásakor, 1904-ben különleges attrakciója volt a Tiepolo-Kabinett, egy viszonylag kisméretű, rózsaszín és fehér, késő barokk stílusban díszített falú terem, ahol Giovanni Battista Tiepolo 22 freskóját helyezték el. A művész 1759-ben készítette a képeket grisaille technikával az észak-itáliai Nervesa városában álló Palazzo Volpato Panigai számára. Wilhelm von Bode 1899-ben vásárolta meg és szállította Berlinbe azokat. A második világháborút óvóhelyen vészelték át az alkotások, maga a terem teljesen megsemmisült. A háború után e művek sorsáról sokáig nem tudtak, de aztán rájuk találtak, és a legutolsó helyreállítás során újra visszakapták méltó helyüket a múzeumban. A helyreállítást egyetlen, a múzeum 1904-es katalógusából származó fekete-fehér fotó segítette.

## További információk

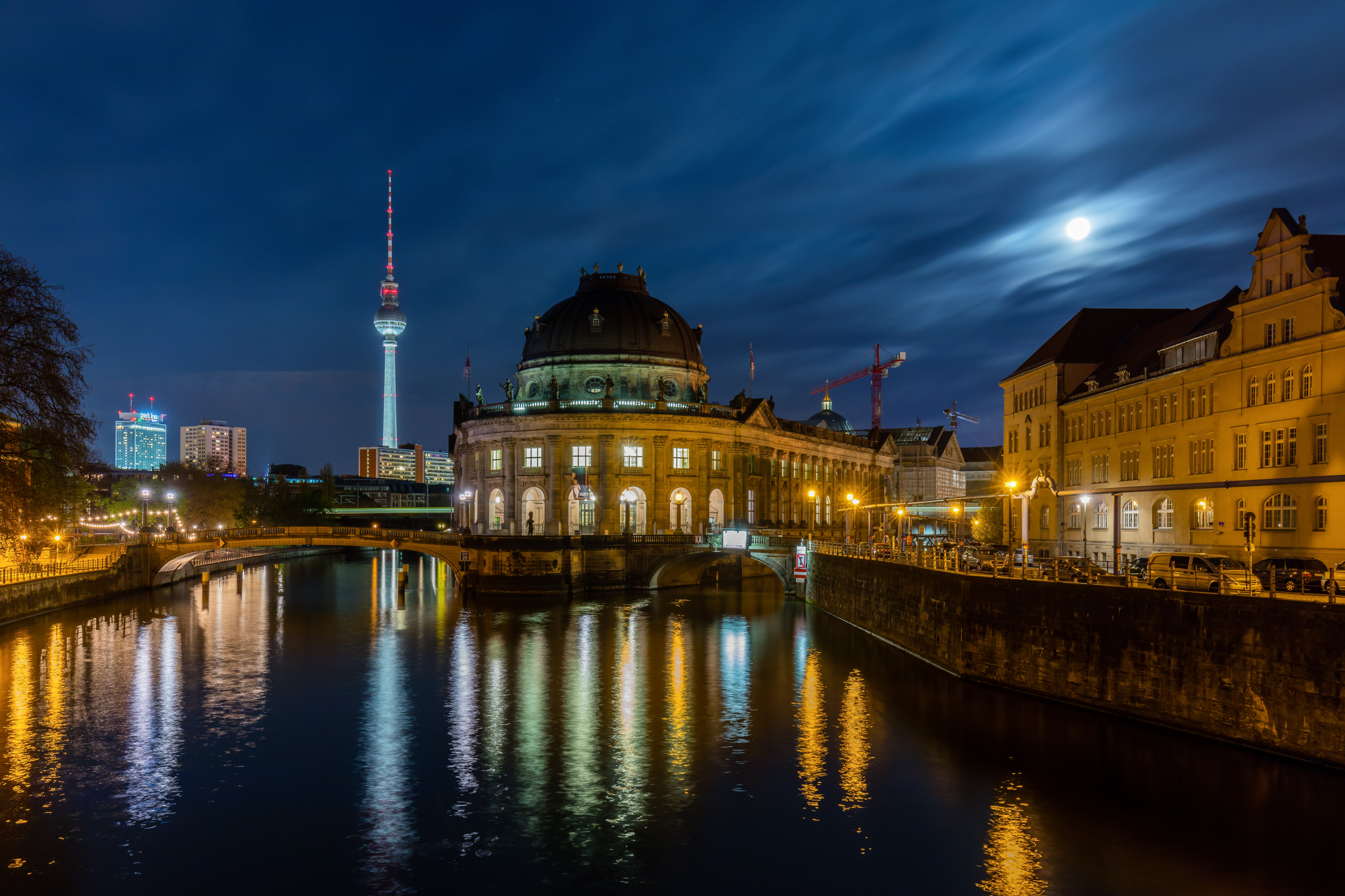
A Bode Múzeum éjszaka

## Fordítás
- Ez a szócikk részben vagy egészben a Bode-Museum című német Wikipédia-szócikk ezen változatának fordításán alapul.  Az eredeti cikk szerkesztőit annak laptörténete sorolja fel. Ez a jelzés csupán a megfogalmazás eredetét és a szerzői jogokat jelzi, nem szolgál a cikkben szereplő információk forrásmegjelöléseként.
- Ez a szócikk részben vagy egészben a Münzkabinett Berlin című német Wikipédia-szócikk ezen változatának fordításán alapul.  Az eredeti cikk szerkesztőit annak laptörténete sorolja fel. Ez a jelzés csupán a megfogalmazás eredetét és a szerzői jogokat jelzi, nem szolgál a cikkben szereplő információk forrásmegjelöléseként.